# Rhinechis scalaris
Il colubro bilineato (Rhinechis scalaris (Schinz, 1822))  è un serpente non velenoso appartenente alla famiglia dei Colubridi, che vive in Europa occidentale. È l'unica specie nota del genere Rhinechis.

## Distribuzione e habitat
La specie è diffusa in Portogallo, Spagna e sud della Francia. In Italia è stato segnalato una sola volta in Liguria, probabilmente introdotto occasionalmente dalla Francia.